# Gargždai
Gargždai est une ville de Lituanie, dans la région de la Petite Lituanie, arrosée par la rivière Minija.

## Histoire
En juin et septembre 1941, les membres de la communauté juive de la ville sont assassinés dans deux exécutions de masse. Environ 200 hommes et 300 femmes et enfants sont tués par un Einsatzgruppen d'allemands et de collaborateurs lituaniens.